# Celephaïs
Celephaïs è un racconto breve di Howard Phillips Lovecraft scritto nel novembre del 1920. Venne pubblicato per la prima volta sulla rivista The Rainbow nel maggio del 1922 e poi nei numeri di giugno e di luglio del 1939 della rivista Weird Tales.
Celephaïs appartiene al genere dei “racconti onirici” ispirati all'autore dalle opere di Lord Dunsany.
Il protagonista della storia, Kuranes, ricomparirà nel successivo romanzo breve La ricerca onirica dello sconosciuto Kadath, nel quale sono riuniti tutti i temi "dunsaniani" della narrativa di Lovecraft.
In Celephaïs viene menzionata la città di Innsmouth, che in seguito diverrà lo scenario di uno dei più noti racconti di Lovecraft: La maschera di Innsmouth.

## Trama
Kuranes è un uomo che ha assunto questo nome nei suoi sogni. Durante la veglia egli è un individuo assolutamente comune, affascinato però da un ideale di Bellezza che non riesce a condividere con nessuno. I sogni e i ricordi d’infanzia divengono via via la sola ragione di vita di Kuranes, e nei primi egli riesce a raggiungere la città favolosa di Celephaïs, dove farà più volte ritorno. Un giorno, divenuto ormai molto povero, Kuranes decide di abbandonare la civiltà e di stabilirsi una volta per sempre nella città del sogno.